# Енурміно
Енурміно (рос. Энурмино; в перекладі з чукотської «хутряна галявина») — селище в Чукотському районі Чукотського автономного округу. Входить до складу Енурмінського сільського поселення.

## Географія
Географічні координати Енурміно: 66°57' пн. ш. 171°52' сх. д. Часовий пояс — UTC+11, з переходом на літній час UTC+12. Селище розташоване в районі Північного полярного кола на березі Чукотського моря поруч із мисом Серце-Камінь.

## Опис
Утворене в 1950-х роках у результаті зселення чукотських сімей з навколишніх стійбищ.
У селищі близько п'ятдесяти маленьких одноповерхових будинків по обидва боки вулиці Радянської, що простягнулася вздовж високої піщаної коси. Місцева звіроферма зруйнована. У 2003 році почалося будівництво нового житла — з готових блоків збираються сучасні котеджі. Функціонує єдиний магазин. У старій будівлі клубу є невелика бібліотека, поруч — адміністрація (вул. Радянська, 16) і пошта, телефонний зв'язок з Москвою. На відстані 3 км на північний захід на узбережжі моря знаходиться полярна станція «Мис Неттен» (живе одна чукотська сім'я), ще далі (60 км) — селище Нешкан. Інших населених пунктів в окрузі немає. Прибережне мілководдя перешкоджає морським судам близько підходити, всі товари доставляються вертольотами, іноді на маленькій баржі.
Населення майже виключно чукотське. Основний вид діяльності — звіробійний промисел. Недалеко від селища на вузьких пляжах, затиснутих скелястими кручами, розташоване лежбище моржів.

## Населення
У 1926-27 роках тут було 19 господарств чукчів, 103 особи. У 1943 році чисельність населення становила 275 жителів: 259 чукчів, 1 ескімос, 15 приїжджих. У 1989 році — 290 жителів, з них — 260 чукчів, 30 приїжджих. Станом на 1 січня 2009 року чисельність населення становить 311 осіб.
| 1931 | 1989 | 2002 | 2009 | 2010 | 2011 | 2012 |
| ---- | ---- | ---- | ---- | ---- | ---- | ---- |
| 74   | ↗290 | ↗304 | ↗311 | ↘301 | ↘300 | ↘297 |
| 2013 | 2014 | 2015 | 2016 | 2017 | 2018 |      |
| ↗301 | ↘300 | ↘291 | →291 | ↘285 | ↘277 |      |

## Основні риси
- Є дві вулиці: Радянська і Південна.
- Основне заняття чоловіків — полювання на моржів і рибальство. Рулети з моржів слугують їжею на зиму.
- Є початкова школа (№ 1), починаючи з 5 класу діти виїжджають (відлітають на вертольоті) вчитися до інтернату на зиму.
- У селі високий рівень самогубств: з 2000 по 2007 рік суїцид вчинило 9 людей у віці 20-29 років.

## У культурі
У 2008 році на фестивалі Флаертіана був показаний документальний фільм Олексія Вахрушева за сценарієм Бориса Караджева «Ласкаво просимо до Енурміно».